# Aphaenogaster dromedaria
Aphaenogaster dromedaria är en myrart som först beskrevs av Carlo Emery 1900.  Aphaenogaster dromedaria ingår i släktet Aphaenogaster och familjen myror. Inga underarter finns listade i Catalogue of Life.